# Marathon van Honolulu 2000
De marathon van Honolulu 2000 vond plaats op 10 december 2000 in Honolulu. Het was de 28e editie van deze marathon. 
Bij de mannen won de Keniaan Jimmy Muindi in 2:15.19, bij de vrouwen was de Russische Ljoebov Morgoenova het snelste in 2:28.33. 
In totaal bereikten 22.632 marathonlopers de finish, van wie 13.174 mannen en 9.458 vrouwen.

## Uitslagen

### Mannen
| rang   | naam              | land | tijd    |
| ------ | ----------------- | ---- | ------- |
| Goud   | Jimmy Muindi      | KEN  | 2:15.19 |
| Zilver | Eliud Kering      | KEN  | 2:15.36 |
| Brons  | Mbarak Hussein    | KEN  | 2:15.38 |
| 4      | Philip Tarus      | KEN  | 2:16.19 |
| 5      | Johannes Maremane | RSA  | 2:17.25 |
| 6      | Masato Yonehara   | JPN  | 2:22.08 |
| 7      | Reuben Chebutich  | KEN  | 2:22.33 |
| 8      | Tomoki Suto       | JPN  | 2:24.34 |
| 9      | Susumu Koike      | JPN  | 2:25.01 |
| 10     | Tadashi Watabe    | JPN  | 2:27.34 |

### Vrouwen
| rang   | naam               | land | tijd    |
| ------ | ------------------ | ---- | ------- |
| Goud   | Ljoebov Morgoenova | RUS  | 2:28.33 |
| Zilver | Svetlana Zacharova | RUS  | 2:28.51 |
| Brons  | Franca Fiacconi    | ITA  | 2:30.19 |
| 4      | Lidia Grigorjeva   | RUS  | 2:32.40 |
| 5      | Ren Xiujuan        | CHN  | 2:34.03 |
| 6      | Irina Bogacheva    | KGZ  | 2:35.56 |
| 7      | Megumi Shigaki     | JPN  | 2:46.23 |
| 8      | Eriko Asai         | JPN  | 2:47.23 |
| 9      | Atsuko Sugawara    | JPN  | 2:51.17 |
| 10     | Chiaki Shigaki     | JPN  | 2:54.26 |

1973 ·
1974 ·
1975 ·
1976 ·
1977 ·
1978 ·
1979 ·
1980 ·
1981 ·
1982 ·
1983 ·
1984 ·
1985 ·
1986 ·
1987 ·
1988 ·
1989 ·
1990 ·
1991 ·
1992 ·
1993 ·
1994 ·
1995 ·
1996 ·
1997 ·
1998 ·
1999 ·
2000 ·
2001 ·
2002 ·
2003 ·
2004 ·
2005 ·
2006 ·
2007 ·
2008 ·
2009 ·
2010 ·
2011 · 
2012 · 
2013 ·  
2014 ·  
2015 ·  
2016 ·  
2017